# Real Racing 2
A Real Racing 2 2010-es videójáték, amit a Firemint fejlesztett ki iOS, Android, Mac OS X Lion és Windows Phone 8 platformokra. Megjelent belőle egy külön HD verzió is iPad-re 2011. március 11-én.  A játék a 2009-es Real Racing folytatása. A játék sikeres lett, így 2013-ban egy további folytatást adtak ki, a Real Racing 3-t.

## Játékmenet
A Real Racing 2 irányítása olyan mint az elődjénél. Öt vezérlési mód közül választhatunk: A, B, C, D és E.
Amikor a játékos elkezdi a karrier (Career) módot, megvásárolhatja a Volkswagen Golf GTI Mk6-ot vagy a Volvo C30-at. Az első kocsi vásárlása után a játékos a Club Division osztályba lép. A játék öt részre van osztva: Club Division, State Showdown, Grand National, Pro Circuit és World Series. Minden osztályban versenyek találhatók: a legtöbb versenyen tizenöt MI ellenfél ellen kell játszani. A játékosnak meghatározott célokat kell elérnie, amiért pénzt kap. A játékban összesen nyolcvankilenc verseny található.
Egyéb játékmódok: Quick Race, Open Time Trials, Local Multiplayer, Online Trial Leagues és tizenhat játékos Online Multiplayer.

## Autók és pályák
A játékban harminc hivatalosan engedélyezett autó, és tizenöt versenypálya található.
A járművek közé tartozik egy 2010-es BMW M3, egy 2010-es Chevrolet Corvette C6.R, egy 2005-ös Ford GT, egy 2010-es Jaguar RSR XKR GT, egy 2010-es Lotus Evora, egy 2010-es Nissan GT-R, egy 2008-as Volkswagen Scirocco R és egy 2010-es Volvo C30 STCC. A karrier mód befejezése után a játékos egy 1995-ös McLaren F1 GTR-t kap.
A pályák: McKinley Circuit, Forino Valley, King's Speedway, Montclair, Richmond Plains, Sonoma Canyon, Krugerfontein, Notting Forest, Alkeisha Island, Aarlburg Forest, Mayapan Beach, Chengnan, Castellona Bay, San Arcana és Balladonia Raceway.

## HD verzió
A játéknak van egy HD verziója, a Real Racing 2 HD 2011. március 11-én került kiadásra kifejezetten az iPad és iPad 2 készülékekhez.

## Fordítás
Ez a szócikk részben vagy egészben  a   Real Racing 2 című angol Wikipédia-szócikk fordításán alapul.  Az eredeti cikk szerkesztőit annak laptörténete sorolja fel. Ez a jelzés csupán a megfogalmazás eredetét és a szerzői jogokat jelzi, nem szolgál a cikkben szereplő információk forrásmegjelöléseként.